# Thrixspermum poilanei
Thrixspermum poilanei är en orkidéart som först beskrevs av François Gagnepain, och fick sitt nu gällande namn av Tang och Fa Tsuan Wang. Thrixspermum poilanei ingår i släktet Thrixspermum och familjen orkidéer.
Artens utbredningsområde är Vietnam. Inga underarter finns listade i Catalogue of Life.